# Sofie Castenschiold
Thora Gerda Sofie Castenschiold (1 de febrero de 1882 - 30 de enero de 1979) fue una jugadora de tenis danesa a principios del siglo XX. Fue la primera mujer en representar a Dinamarca en los Juegos Olímpicos.

## Carrera
Castenschiold, miembro del KB de Copenhague, ganó el título en el primer campeonato de tenis femenino de Dinamarca en 1906. Pudo defenderlo cuatro veces consecutivas hasta 1910.
Participó en los Juegos Olímpicos de Verano de 1912 en Estocolmo y ganó la medalla de plata en la competencia individual en pista cubierta.